# ピーチガール
『ピーチガール』は、上田美和による日本の漫画作品、およびそれを原作とするテレビドラマ、テレビアニメ、実写映画。講談社『別冊フレンド』1997年10月号から2004年1月号まで連載。連載の終了後、『別冊フレンド』2004年10月号からスピンオフ作品の『裏ピーチガール』（うらピーチガール）の連載がスタートしたが、こちらは2005年6月号掲載分をもって休載している。2016年17号から『BE-LOVE』にて『ピーチガールNEXT』（ピーチガールネクスト）の連載がスタートし、2020年2月号をもって完結した。
1999年には第23回講談社漫画賞で少女部門賞を受賞している。2019年12月時点で累計発行部数は1400万部を突破している。
2001年にはこの作品を原作とするテレビドラマ『蜜桃女孩 〜Peach Girl〜』（邦題：ピーチガール 〜蜜桃女孩〜）が台湾で制作・放送され、日本でも2006年に放送された。また、2005年にはテレビアニメが日本国内で制作され、2005年1月8日から6月25日までテレビ東京ほかテレビ東京系列局で放送された。
2016年3月に実写映画化が発表され、2017年に公開された。

## 登場人物
安達もも（あだち もも）
主人公。見た目はガングロコギャルだが、実は純粋でマジメな女子高生。黒い肌に塩素で傷んだ赤い髪のせいでこう見えてしまい、見た目で損をしている。とーじのために色白女を目指していた。
昔は水泳部に所属していた。そのため、トラブルもあったが水泳大会では優勝した。
とーじとの破局、カイリとの交際→破局やさえと涼のトラブル等、紆余曲折を経てカイリと両思いに。
『NEXT』では27歳。ダイビングショップに就職し、ダイビングインストラクターとして働いている。現在はカイリと結婚前提の同棲中。幸せな日々を送っていたが、突然さえととーじが隣りに引っ越してきて驚くと同時に頭を痛めている。また、妻を失い我が子を妻の両親に奪われ、親子の仲を引き裂かれている彼に同情してしまっている。
柏木紗絵（かしわぎ さえ） / さえ
ももとは対照的に、色白・華奢で小柄な女子高生。男ウケする顔立ちとブリッ子みたいな演技を駆使し、友達から男を奪ってモノにしていた。しかし、それが仇となり女友達は0人。さえの本性を知らずにいたももに近づき、恋の邪魔者と化す小悪魔に。とーじを脅してももから奪うが、カイリの兄・涼に一目ぼれしてしまい、「涼様」と呼び猛アタック。
涼のために援交詐欺まで働くようになるが、涼が操先生を好きだと知り激怒。デート現場に乗り込み、涼を罵倒し、挙句の果てには操先生を襲撃しようとした。
『裏』では、高校を留年している事が明かされた。さえいわく「ダブりの女子高生」。彼女がエピソードの中心になっている。
『NEXT』では、舞台女優をしている事が明らかに。突然、とーじと共にもも達の隣の家に引っ越して来て、2人の様子を探っている。ももとカイリの仲を引き裂くためカイリに横恋慕する彼の経営する蕎麦屋の女性店員・あやめを騙して味方にし、ももに変装させて酔いつぶれたカイリと一夜を共にさせた。性病に罹っているとカイリを罠に嵌めたことがバレても2人の仲を壊そうと執念を燃やし、とーじに嫌われるのを恐れてスマホを渡すも「何も対策をしていないくせに!」と鋭く指摘する。
次第にとーじを本気で好きになり、抱擁しているところを突然現れたとーじの亡き妻の両親（後述）に目撃されてしまう。彼らが一方的にとーじを責め、会わせるために連れて来た孫を連れて帰ろうとした姑に怒りを爆発。「待ちなさいよ強欲ババア」と咎める。自身と亡き妻の両親の諍いを目の当たりにして、いたたまれなくなったとーじが家を出て行ってしまい、泣き崩れる。
後日、ももに「あちらの親と会ってくる」と告げた。
岡安浬（おかやす かいり） / カイリ
背高でイケメン、スタイル抜群の3拍子を誇るモテ男。女性に対しては優しく接しているだけでなく、はっきりと鼻の下を長くするだらしない面もある。見た目では何の悩みもなく生きているようだが、幼少から優秀な兄に対しコンプレックスを抱き、荒んだ中学校生活を送っていた。
ももがとーじと別れた後に付き合い始めた。一度別れるが、後に再び付き合うことになる。夏休みまでは操先生が好きだった。
『NEXT』では、前作で培った蕎麦打ちの腕を生かし、蕎麦屋の店長をしている。現在、ももとは結婚前提の同棲中。だが、隣りにさえととーじが引っ越して来た事で、とーじとももが再び接近する事にヤキモチをやいている。
さえの策略にはまり飲み会で酔いつぶれ、出席していた店員の女性・あやめをももと勘違いし、ベッドを共にしてしまう。しかし、何もしていない。のちに事の真相を知り、さえにキツイ仕返しをした。
東寺ヶ森一矢（とうじがもり かずや） / とーじ
ももの中学時代からの同級生。性格は硬派で、中学の頃は野球部に所属して日夜野球漬けの日々を送り、女子とは無縁の生活を送ってきた。その頃からもものことが好きだったが、告白できずにいた。ももに告白して付き合っていたが、「ジゴローとももの2ショットの写真をばら撒く」とさえに脅されたことで別れた。
『NEXT』では、さえと一緒にもも達の家の隣に引っ越してきた。結婚していたが、最新話で過去に事故に遭い身重の妻・凪沙を亡くし、産まれた子供を凪沙の実家に取り上げられた事が判明。2人の様子を伺うさえに、首を突っ込まないよう釘を刺している。ももに対し、「すべてを無くした」と述懐していた。
さえと抱擁しているところを亡き妻の両親（後述）から目撃され、彼らが連れて来た我が子から懐かれない事で、現実を突きつけられ罵倒される。だが、さえが自身をかばって両親（主に姑）と言い争うのを目の当たりにしていたたまれなくなり、さえの家を出て住んでいたアパートへ帰って行った。
大路吾郎（おおじ ごろう） / ジゴロー
ハンサムで優しい売れっ子モデル。元気のないさえを好きになり、スーパーカーで送迎したり高価な品物を買い与えたりするが、あっさりふられる。しかし、さえのことが忘れられずに会いに行くと、「付き合いたければももと一晩過ごせ」と言われその通りに実行するが、最後まで達成することはできなかった。さえが脅迫したこととはいえ、ももととーじを引き裂く遠因になった。
岡安涼（おかやす りょう）
カイリの兄。ゲームデザイン会社に勤めているが、その一方でリマッセ・モーカという会社で高額な化粧品の販売などをする、いわゆるネズミ講の幹部でもある。幼い頃から頭が良く優秀で、カイリのコンプレックスの元になっていた。また、カイリの彼女を奪っていた。
操先生とは大学時代から親交があり、片思いしていた。操先生に告白されて両想いとなるが、さえへの対応の酷さが原因でふられる。
安芸操（あき みさお）
ももたちの学校の保健室の先生。姉御肌でとても頼りになり、生徒たちから慕われている。涼とカイリの片思いの相手で、涼とは大学時代から親交がある。カイリが中学生の頃、涼に頼まれてカイリの家庭教師をしていた。
自身は涼に片思いをしている。後に涼に告白して両想いであることが判明したが、さえへの冷酷な対応を見て涼に「二人の関係を壊すつもりじゃなかった」と告げてふった。
『NEXT』にも登場。母親の介護問題に直面している事が判明。
あやめ
カイリが経営する蕎麦店の従業員。『NEXT』から登場。カイリに横恋慕しており、さえと共謀してカイリと一夜を共にした。のちに事の真相を知った、カイリに叱られた。
東寺ヶ森凪沙（とうじがもり なぎさ）
『NEXT』から回想シーンで登場。故人。
一矢とは社内恋愛で結婚した。妊娠したが、彼が起こした交通事故で命と引き換えに子供を産み、亡くなる。
凪沙の両親
凪沙の両親（舅・姑）。『NEXT』から登場。
一矢の交通事故で娘を喪い、彼女が命と引き換えに産んだ孫を一矢から取り上げた。
突然一矢の前に現れさえとの抱擁を目撃。一方的に彼らを罵倒し、孫を連れて帰ろうとしてさえから咎められた。

## 書誌情報
- 上田美和 『ピーチガール』 講談社〈講談社コミックスフレンドB〉、全18巻
  1. 1998年1月10日発売[講 1]、ISBN 4-06-303094-6
  2. 1998年6月10日発売[講 2]、ISBN 4-06-303109-8
  3. 1998年11月11日発売[講 3]、ISBN 4-06-303132-2
  4. 1999年2月9日発売[講 4]、ISBN 4-06-303143-8
  5. 1999年6月9日発売[講 5]、ISBN 4-06-303156-X
  6. 1999年11月10日発売[講 6]、ISBN 4-06-303171-3
  7. 2000年3月9日発売[講 7]、ISBN 4-06-303184-5
  8. 2000年8月5日発売[講 8]、ISBN 4-06-341202-4
  9. 2000年12月11日発売[講 9]、ISBN 4-06-341215-6
  10. 2001年4月11日発売[講 10]、ISBN 4-06-341231-8
  11. 2001年8月6日発売[講 11]、ISBN 4-06-341246-6
  12. 2002年1月9日発売[講 12]、ISBN 4-06-341266-0
  13. 2002年5月10日発売[講 13]、ISBN 4-06-341281-4
  14. 2002年9月11日発売[講 14]、ISBN 4-06-341302-0
  15. 2003年1月8日発売[講 15]、ISBN 4-06-341319-5
  16. 2003年6月11日発売[講 16]、ISBN 4-06-341339-X
  17. 2003年10月10日発売[講 17]、ISBN 4-06-341355-1
  18. 2004年2月13日発売[講 18]、ISBN 4-06-341373-X
- 上田美和 『裏ピーチガール』 講談社〈講談社コミックスフレンドB〉、全3巻
  1. 2005年1月13日発売[講 19]、ISBN 4-06-341414-0
  2. 2005年5月13日発売[講 20]、ISBN 4-06-341426-4
  3. 2006年5月12日発売[講 21]、ISBN 4-06-341472-8
- 上田美和 『ピーチガールNEXT』 講談社〈BE・LOVE KC〉、全8巻
  1. 2017年1月13日発売[講 22]、ISBN 978-4-06-394530-0
  2. 2017年4月13日発売[講 23]、ISBN 978-4-06-394539-3
  3. 2017年9月13日発売[講 24]、ISBN 978-4-06-394554-6
  4. 2018年3月13日発売[講 25]、ISBN 978-4-06-511084-3
  5. 2018年9月13日発売[講 26]、ISBN 978-4-06-512781-0
  6. 2019年2月13日発売[講 27]、ISBN 978-4-06-514481-7
  7. 2019年8月9日発売[講 28]、ISBN 978-4-06-516556-0
  8. 2020年2月13日発売[講 29]、ISBN 978-4-06-518406-6

### 文庫版
- 上田美和 『ピーチガール』 講談社〈講談社漫画文庫〉、全9巻
  1. 2009年12月11日発売[講 30]、ISBN 978-4-06-370703-8
  2. 2009年12月9日発売[講 31]、ISBN 978-4-06-370704-5
  3. 2009年12月9日発売[講 32]、ISBN 978-4-06-370705-2
  4. 2010年1月8日発売[講 33]、ISBN 978-4-06-370716-8
  5. 2010年1月8日発売[講 34]、ISBN 978-4-06-370717-5
  6. 2010年2月10日発売[講 35]、ISBN 978-4-06-370726-7
  7. 2010年2月10日発売[講 36]、ISBN 978-4-06-370727-4
  8. 2010年3月12日発売[講 37]、ISBN 978-4-06-370734-2
  9. 2010年3月12日発売[講 38]、ISBN 978-4-06-370736-6

### 新装版
- 上田美和 『ピーチガール』 講談社〈講談社コミックス別冊フレンド〉、全18巻
  1. 2016年8月12日発売[講 39]、ISBN 978-4-06-392060-4
  2. 2016年8月12日発売[講 40]、ISBN 978-4-06-392061-1
  3. 2016年8月12日発売[講 41]、ISBN 978-4-06-392062-8
  4. 2016年9月13日発売[講 42]、ISBN 978-4-06-392063-5
  5. 2016年9月13日発売[講 43]、ISBN 978-4-06-392064-2
  6. 2016年10月13日発売[講 44]、ISBN 978-4-06-392065-9
  7. 2016年10月13日発売[講 45]、ISBN 978-4-06-392066-6
  8. 2016年11月11日発売[講 46]、ISBN 978-4-06-392067-3
  9. 2016年11月11日発売[講 47]、ISBN 978-4-06-392068-0
  10. 2016年12月13日発売[講 48]、ISBN 978-4-06-392069-7
  11. 2016年12月13日発売[講 49]、ISBN 978-4-06-392070-3
  12. 2017年1月13日発売[講 50]、ISBN 978-4-06-392071-0
  13. 2017年1月13日発売[講 51]、ISBN 978-4-06-392072-7
  14. 2017年2月13日発売[講 52]、ISBN 978-4-06-392073-4
  15. 2017年2月13日発売[講 53]、ISBN 978-4-06-392074-1
  16. 2017年3月13日発売[講 54]、ISBN 978-4-06-392075-8
  17. 2017年3月13日発売[講 55]、ISBN 978-4-06-392076-5
  18. 2017年3月13日発売[講 56]、ISBN 978-4-06-392077-2

### 関連書籍
- 『PEACH 上田美和［ピーチガール］イラスト集』2000年8月25日発売[講 57]、ISBN 4-06-334330-8
- 『ピーチガール ファンBOOK』2003年6月11日発売[講 58]、ISBN 4-06-334735-4
- 『小説 映画 ピーチガール』2017年4月11日発売[講 59]、ISBN 978-4-06-199595-6

## テレビアニメ
2005年に、テレビ東京系列で放送。

### 声の出演
- 安達もも - 千葉紗子
- 柏木さえ - 那須めぐみ
- 東寺ヶ森一矢 - 木内秀信
- 岡安浬 - 鈴村健一
- 大路吾郎 - 諏訪部順一
- 岡安涼 - 速水奨
- 安芸操 - 金月真美

### スタッフ
- 原作 - 上田美和
- 監督 - 石踊宏
- シリーズ構成 - ときたひろこ
- キャラクターデザイン - 小原充
- 美術監督 - 西山礼児
- 色彩設計 - 大槻ひろ子
- 撮影監督 - 藤田智史、大井勝利
- 編集 - 村井秀明
- 音響監督 - 吉田知弘
- 音楽 - 宅見将典
- プロデューサー - 青木俊志、小川文平
- アニメーションプロデューサー - 別府幸司
- アニメーション制作 - スタジオコメット
- 製作 - テレビ東京、マーベラスエンターテイメント

### 主題歌
オープニングテーマ「ベビーローテンション」
作詞・作曲・歌 - meg rock
エンディングテーマ「あすなろ銀河」
作詞・作曲 - スキマスイッチ / 歌 - ソニン

### 各話リスト
| 話数 | サブタイトル                | 脚本         | 絵コンテ   | 演出       | 作画監督                              | 放送日        |
| ---- | --------------------------- | ------------ | ---------- | ---------- | ------------------------------------- | ------------- |
| 1    | ラブ・ハリケーン!           | ときたひろこ | 石踊宏     | 石踊宏     | 石井邦幸 穐本ゆかり                   | 2005年 1月8日 |
| 2    | トラップ・キス!             | 江夏由結     | 福島一三   | 渕上真     | 増谷三郎                              | 1月15日       |
| 3    | ここまでやる!? スーパーさえ | 丸尾みほ     | 小滝礼     | 石川敏浩   | 池下博紀                              | 1月22日       |
| 4    | 清く正しい破局宣言          | 高橋ナツコ   | 古川政美   | 古川政美   | 安部正己、阿部伸司 石川雅一、滝本陽子 | 1月29日       |
| 5    | 灼熱怒涛の水泳大会          | 吉田玲子     | 又野弘道   | 又野弘道   | 山崎展義                              | 2月5日        |
| 6    | 激突! 恋のサドンデス        | ときたひろこ | 江上潔     | 横田和善   | 平川亜喜雄                            | 2月12日       |
| 7    | つかのまのLOVEサイン        | 丸尾みほ     | 渕上真     | 渕上真     | 増谷三郎                              | 2月19日       |
| 8    | ブラックガール              | 江夏由結     | 飯島正勝   | 石川敏浩   | 池下博紀                              | 2月26日       |
| 9    | 純愛破壊工作                | 高橋ナツコ   | 小林一三   | 高橋滋春   | 阿部伸司 石川雅一                     | 3月5日        |
| 10   | ピーチクライシス            | 吉田玲子     | 日下部光雄 | 日下部光雄 | 佐藤多恵子                            | 3月12日       |
| 11   | 切なすぎる別れ              | ときたひろこ | 又野弘道   | 又野弘道   | 山崎展義                              | 3月19日       |
| 12   | ももの花、咲いた?           | 丸尾みほ     | 江上潔     | 横田和善   | 平川亜喜雄                            | 3月26日       |
| 13   | 衝撃! 元カノ乱入!?          | 江夏由結     | 渕上真     | 渕上真     | 増谷三郎                              | 4月2日        |
| 14   | 嵐を呼ぶ男                  | 江夏由結     | 小滝礼     | 石川敏浩   | 渋谷一彦                              | 4月9日        |
| 15   | 本命は誰?                   | 丸尾みほ     | 小林一三   | 高橋滋春   | 阿部伸司 石川雅一                     | 4月16日       |
| 16   | どん底の恋の行方            | 吉田玲子     | 日下部光雄 | 日下部光雄 | 佐藤多恵子                            | 4月23日       |
| 17   | 純愛一直線!                 | ときたひろこ | 又野弘道   | 又野弘道   | 山崎展義                              | 4月30日       |
| 18   | 真夏の誘惑                  | 高橋ナツコ   | 江上潔     | 横田和善   | 平川亜喜雄                            | 5月7日        |
| 19   | キモチのパズル              | 江夏由結     | 青柳宏宣   | 石田暢     | 増谷三郎                              | 5月14日       |
| 20   | 嵐の一夜                    | ときたひろこ | 中山正恵   | 石川敏浩   | 一川孝久                              | 5月21日       |
| 21   | 恋の再燃注意報              | 丸尾みほ     | 高橋滋春   | 高橋滋春   | 小原充                                | 5月28日       |
| 22   | 脳内恋愛                    | 丸尾みほ     | 柳瀬雄之   | 清水明     | 柳瀬雄之                              | 6月4日        |
| 23   | 突きつけられた選択          | ときたひろこ | 又野弘道   | 又野弘道   | 山崎展義                              | 6月11日       |
| 24   | サヨナラの真実              | 江夏由結     | 江上潔     | 横田和善   | 平川亜喜雄                            | 6月18日       |
| 25   | ラスト・ハリケーン!         | 吉田玲子     | 石踊宏     | 石踊宏     | 小原充                                | 6月25日       |

### 放送局
| 放送地域       | 放送局         | 放送期間                                      | 放送日時                          |
| -------------- | -------------- | --------------------------------------------- | --------------------------------- |
| 関東広域圏     | テレビ東京     | 2005年1月8日 - 6月25日                        | 土曜 7:00 - 7:30                  |
| 大阪府         | テレビ大阪     | 2005年1月8日 - 6月25日                        | 土曜 7:00 - 7:30                  |
| 愛知県         | テレビ愛知     | 2005年1月9日 - 3月27日 2005年4月2日 - 6月25日 | 日曜 6:30 - 7:00 土曜 7:00 - 7:30 |
| 北海道         | テレビ北海道   | 2005年1月9日 - 6月26日                        | 日曜 7:00 - 7:30                  |
| 福岡県         | TVQ九州放送    | 2005年1月12日 - 6月29日                       | 水曜 7:30 - 8:00                  |
| 岡山県・香川県 | テレビせとうち | 2005年1月15日 - 7月2日                        | 土曜 6:15 - 6:45                  |

### CD（アニメ）
- TVアニメ「ピーチガール」キャラクターイメージソング/「たしかなもの」「あたしが主役!」
- TVアニメ「ピーチガール」オリジナルサウンドトラック

### DVD（アニメ）
| - ピーチガール Vol.1 - ピーチガール Vol.2 - ピーチガール Vol.3 - ピーチガール Vol.4 - ピーチガール Vol.5 | - ピーチガール Vol.6 - ピーチガール Vol.7 - ピーチガール Vol.8 - ピーチガール Vol.9 |

## テレビドラマ
2001年に台湾・可米瑞智で制作された中華電視公司テレビドラマで、カイリ役に華流スターF4の呉建豪を起用している。日本では2006年1月19日から5月11日までBS日テレで放送された。

### 出演
| 日本版役名                    | 台湾版役名 | 俳優名                            |
| ----------------------------- | ---------- | --------------------------------- |
| 安達もも                      | 小桃       | 呉辰君 （アニー・ウー）           |
| 岡安浬                        | 阿浬       | 呉建豪 （ヴァネス・ウー、F4）     |
| 東寺ヶ森一矢 （通称：とーじ） | 東寺       | 呉克群 （ケンジ・ウー）           |
| 柏木さえ                      | 紗繒       | 顧安茹 （ミッシェル・グー）       |
| 大路吾郎 （通称：ジゴロー）   | 路吾郎     | 周群達 （ダンカン・チョウ）       |
| 3G・OD （スリーゴッド）       | OD         | 歐定興 （オウ・ディンシン）       |
| 3G・佑也                      | 佑佑       | 兪佑昇                            |
| 3G・明                        | 小明       | 莊昭明                            |
| 典子                          | 小婷       | 劉甯婷                            |
| 千夏                          | 小芝       | 陳若芝                            |
| 恵美                          | 小君       | 鐘嘉玲                            |
| 安芸操                        |            | 陳孝萱 （チェン・シャオシュエン） |

### スタッフ
- 原作 - 上田美和
- 総合プロデューサー - 柴智屏（アンジー・チャイ）、馮家瑞、呉志強
- 監督 - 鄭徳華、柯欽正
- 脚本 - 柴智屏（アンジー・チャイ）、毛訓容

### 主題歌
オープニングテーマ「愛するのは君 / 愛的就是你」
歌 - 王力宏（ワン・リーホン）
エンディングテーマ「愛の過ち / 愛錯」
歌 - 王力宏（ワン・リーホン）

### エピソードリスト
全17話。
| 各話   | サブタイトル | 放送日        |
| ------ | ------------ | ------------- |
| 第1話  | 再会         | 2006年1月19日 |
| 第2話  | 告白         | 2006年1月26日 |
| 第3話  | 通じた想い   | 2006年2月2日  |
| 第4話  | 深まる溝     | 2006年2月9日  |
| 第5話  | 秘密の病室   | 2006年2月16日 |
| 第6話  | 悲しい別れ   | 2006年2月23日 |
| 第7話  | トラウマ     | 2006年3月2日  |
| 第8話  | 復活         | 2006年3月9日  |
| 第9話  | 誕生日の悲劇 | 2006年3月16日 |
| 第10話 | 絆           | 2006年3月23日 |
| 第11話 | 取引き       | 2006年3月30日 |
| 第12話 | 悲しい演技   | 2006年4月6日  |
| 第13話 | ももの花     | 2006年4月13日 |
| 第14話 | 突然の侵入者 | 2006年4月20日 |
| 第15話 | 本当の強さ   | 2006年4月27日 |
| 第16話 | 最後の賭け   | 2006年5月4日  |
| 第17話 | 噂を本当に…  | 2006年5月11日 |

### DVD（ドラマ）
- ピーチガール 〜蜜桃女孩〜 DVD-BOX （2006年10月6日発売、発売元 - コミックリズ、販売元 - エスピーオー）

## 映画
『ピーチガール』のタイトルで、2017年5月20日に公開。監督は神徳幸治。伊野尾慧（Hey! Say! JUMP）と山本美月のダブル主演で、伊野尾は本作が映画初出演で初主演となる。

### キャスト（映画）
- 安達もも - 山本美月
- 岡安浬 - 伊野尾慧（Hey! Say! JUMP）
- 東寺ヶ森一矢（とーじ） - 真剣佑[5]
- 柏木沙絵 - 永野芽郁[6]
- 安芸操 - 本仮屋ユイカ[7]
- 岡安涼 - 水上剣星[7]
- 岡安崇史 - 升毅[7]
- 安達桜子 - 菊池桃子[7]

### スタッフ（映画）
- 原作 - 上田美和『ピーチガール』（講談社「別冊フレンド」刊）
- 監督 - 神徳幸治
- 脚本 - 山岡潤平
- 音楽 - 蔦谷好位置[8]（agehasprings）
- 主題歌 - カーリー・レイ・ジェプセン「コール・ミー・メイビー」（ユニバーサルインターナショナル）[9]
- 製作総指揮 - 大角正
- 製作 - 高橋敏弘、吉羽治、木下直哉、藤島ジュリーK.
- エグゼクティブプロデューサー - 武田功
- 企画プロデューサー - 吉田繁暁、森川真行
- プロデューサー - 新垣弘隆、石塚清和
- 制作プロデューサー - 清家優輝
- 撮影 - 小松高志
- 照明 - 蒔苗友一郎
- 美術 - 磯田典宏
- 装飾 - 中山まこと
- 録音 - 石貝洋
- 編集 - 下田悠
- B-CAM - 大嶋良教
- ヘアメイク - 小出みさ
- スタイリスト - 新崎みのり
- 記録 - 森由布子
- 助監督 - 塩崎遵
- 制作担当 - 櫻井紘史
- 協力プロデューサー - 櫻井紘史
- 音楽プロデューサー - 高石真美
- 宣伝プロデューサー - 筧万弥子
- ラインプロデューサー - 小泉朋
- 制作プロダクション - ファインエンターテイメント
- 制作協力 - 松竹撮影所 東京スタジオ
- 製作幹事・配給 - 松竹
- 製作 - 「ピーチガール」製作委員会（松竹、講談社、木下グループホールディングス、ジェイ・ストーム、ファインエンターテイメント）

### 小説（映画）
- 小説 映画 ピーチガール（2017年4月11日発売、刊行 - 講談社KK文庫、ISBN 978-4-06-199595-6）

### CD（映画）
- ピーチガール オリジナル・サウンドトラック（2017年05月17日発売、発売元 - SHOCHIKU RECORDS、品番 SOST-1022）

### DVD/Blu-ray（映画）
DVD
- ピーチガール（2017年10月18日発売、発売元 - 松竹ホームビデオ、品番 DB-0969）
- ピーチガール 豪華版（初回限定生産）（2017年10月18日発売、発売元 - 松竹ホームビデオ、品番 DB-0968）

Blu-ray
- ピーチガール（2017年10月18日発売、発売元 - 松竹ホームビデオ、品番 SHBR-0462）
- ピーチガール 豪華版（初回限定生産）（2017年10月18日発売、発売元 - 松竹ホームビデオ、品番 SHBR-0461）

## その他

### アバターガチャ
2013年よりMobage・Yahoo!モバゲーにアバター衣装用のコインガチャが登場した。

### ムービーコミック
2013年に「UULA」にて、原作漫画をコマごとに分け、セリフや効果音を加えたムービーコミック『UULAマンガ』が配信されている。
キャスト
- 安達もも - 大亀あすか
- 柏木さえ - 工藤晴香
- 岡安浬 - 田丸篤志
- 東寺ヶ森一矢 - 井上剛

スタッフ
- 原作 - 上田美和
- 企画 - 柳崎芳夫
- プロデューサー - 龍貴大、平木美和
- アシスタントプロデューサー - 野沢裕太
- 演出 - 徐孝程
- 映像効果 - 小垣貴裕
- 音響効果 - 杉田殻、山下祐司
- 協力 - 講談社「別冊フレンド」編集部
- 制作協力 - アックス
- 編成 - 鈴木くみ子
- サイト編集 - 田中勇丞、坂本麻子
- 宣伝 - 星野拡、岡本郁実
- 制作 - 東通
- 製作 - UULA

主題歌
- Drothy Little Happy『set yourself free』